# تیمو سونینن
تیمو سونینن (تلفظ در فنلاندی: [ˈt̪e̞:mu ˈsunine̞n] ; زادهٔ ۱ فوریهٔ ۱۹۹۴) یک راننده رالی فنلاندی است. او در حال حاضربه صورت پاره وقت برای تیم هیوندای موتوراسپورت در رالی قهرمانی جهان (WRC) شرکت می‌کند.